# Caló de s'Oli
El Caló de s'Oli és una badia situada a l'extrem de mestral de l'illa de Formentera, concretament a la vénda de Portossalè. Es troba a ponent del port de la Savina i limita amb l'estany des Peix. El Caló de s'Oli concretament va des de la boca on l'estany s'obre a la mar fins a la punta de sa Pedrera.

## Història
La primera volta que es té constància documentada d'aquest topònim és l'any 1721. Abans de la creació del port de la Savina el caló de s'Oli havia fet la funció de port natural de l'illa trobant-s'hi diverses restes romanes i musulmanes. Se suposa que per la labor de port que ha tingut el caló al llarg de la història és d'on podria venir el topònim de la vénda que ocupa: Portossalè.

## Orografia
La badia és formada per costa baixa i petites platges, situades a la part oriental i conegudes com ses Bassetes. Es troba arrecerada gairebé de tots el vents ja sigui mercès a la punta de sa Pedrera o al recés que li dona l'illa dels vents de gregal, llevant, xaloc, migjorn, llebeig i ponent. La resta de vents els frena l'illa d'Eivissa i alguns dels illots que forment els denominats es Freus.

## Mà de l'home a la zona
El caló de s'Oli és un indret pràcticament verge que no ha sofert quasi cap deteriorament per part de l'home. Al vessant occidental del caló hi ha un embarcador amb unes desenes d'escales i cases d'ormejos. Un altre embarcador, aquest però, més petit, es troba a ses Bassetes. Fins a l'any 2002 hi funcionava un popular establiment que era anomenat el quiosc de n'Anselmo.
En l'actualitat, sobretot durant els mesos d'estiu, la zona és fortament transitada per iots i velers que ancoren al caló i sovent deterioren la praderia de posidònia que hi ha al fons marí del caló. Per aquesta raó és una de les zones que conformen el Parc Natural de les Salines d'Eivissa i Formentera.